# Annelis Schreiber
Annelis Schreiber (o Anneliese) (1927-2010) fou una botànica alemanya, que va treballar acadèmicament en el "Botanische Staatssammlung" de Múnic.
Va realitzar extenses expedicions botàniques a Itàlia.

## Algunes publicacions
- 1963. Die Gattung Zygophyllum L. in Südwestafrika
- 1965. Report on the Progress of the "Prodromus of the flora of south West Africa."
- 1973. Nachtrag i zu den Familien 58-60 (leguminosae) im Prodromus einer flora von Südwestafrika
- 1974. Die gattung Fagonia (Zygophyllaceae) in Südwestafrika
- 1974. Über die identitat von Lebeckia elongata Hutch. (Papilionaceae-Genisteae).

### Llibres
- 1954. Entwicklungsstudien an Blüten und Blütenständen der Ulmaceen. 114 p.

- Gustav Hegi, Karl Heinz Rechinger, Annelis Schreiber. 1957. Flora von Mitteleuropa, Volum 1, Volum 6 de Illustrierte Flora von Mitteleuropa : zum Gebrauch in den Schulen und zum Selbstunterricht. E. Hanser. 452 p.

- -------, -------. 1958. Dicotyledones (V. Teil) v. 1; v 6 de Illustrierte Flora von Mitteleuropa : zum Gebrauch in den Schulen und zum Selbstunterricht. E. Hanser. 544 p.

- Hannes Hertel, annelis Schreiber. 1988. Die Botanische Staatssamlung München 1813-1988: (eine Übersicht die Sammlungsbestände). 432 p.

## Honors

### Eponímia
- (Zygophyllaceae) Roepera schreiberiana (Merxm. & Giess) Beier & Thulin[3]L'abreviació botànica estandarditzada per citar un tàxon descrit per aquest autor és A.Schreib.[4]